# Heinzgeorg Oette
Heinzgeorg Oette (* 1946 bei Mühlhausen/Thüringen) ist ein deutscher Journalist und Autor.

## Leben
Heinzgeorg Oette wurde in der Nähe von Mühlhausen in Thüringen geboren und wuchs in Weimar auf. Nach dem Abitur studierte er Journalistik an der Universität Leipzig und promovierte dort 1973 zum Dr. rer. pol.
Seit 1972 war Oette als Journalist in Erfurt tätig. Im Jahr 1989 wurde er Chefredakteur der Zeitung Freie Erde im Bezirk Neubrandenburg im heutigen Mecklenburg-Vorpommern, die unter seiner Ägide zum Nordkurier gewandelt wurde. Im Jahr 1992 wechselte als Leiter der Lokalredaktion zur Volksstimme nach Magdeburg, deren Chefredakteur er 1994 wurde. Im Jahr 1999 verließ er die Presse und wurde im Jahr 2000 Geschäftsführer der Landesmarketing Sachsen-Anhalt GmbH, später Tourismus-Marketing Sachsen-Anhalt GmbH, die für die touristische Vermarktung des Bundeslandes verantwortlich war. Im Jahr 2011 verließ er das Unternehmen und war für eine Magdeburger Werbeagentur und als Pressesprecher tätig. Seitdem ist er Autor von Reiseführern und berät Unternehmen in Marketing und Kommunikation.
Oette ist verheiratet und lebt im Jerichower Land.

## Werke
- Altmark: Mit den Hansestädten Salzwedel, Stendal, Gardelegen und Tangermünde, Elb-Havel-Winkel und Altmark-Radrundkurs. Trescher Verlag, Berlin 2021, ISBN 978-3-89794-572-2.
- mit Sigrun Trognitz: Umbruch – Aufbruch: Sachsen-Anhalts Unternehmer auf dem Weg, Cuno-Verlag, Calbe (Saale) 2020, ISBN 978-3-935971-97-3.
- mit Ludwig Schumann: Sachsen-Anhalt: Kernland deutscher Geschichte und Kultur. Trescher Verlag, Berlin 2016, ISBN 978-3-89794-325-4.
- Economic Journalism. International Institute of Journalism „Werner Lamberz“, Berlin 1984, DNB 101398790X.
- Erfurt in drei Jahrzehnten: 30 Jahre DDR. DEWAG Erfurt, Erfurt 1979, DNB 209204249.
- mit Fritz Thoma: Drei Jahrzehnte und wir: 1949–1979; 30 Jahre volkseigene Fahrzeugelektrik. Kombinat VEB Fahrzeugelektrik Ruhla, Ruhla 1979, DNB 208762353.
- Probleme des Gegenstandes und der Funktion des sozialistischen Journalismus sowie des Zusammenwirkens von sozialistischem Journalismus und sozialistischer Demokratie in der DDR nach dem VIII. Parteitag der Sozialistischen Einheitspartei Deutschlands. Sektion Journalistik (Universität Leipzig), Leipzig 1973 (Dissertation) DNB 571467458.